# دان کیفر
دان کیفِر (انگلیسی: Don Keefer؛ ۱۸ اوت ۱۹۱۶ – ۷ سپتامبر ۲۰۱۴) یک هنرپیشه اهل ایالات متحده آمریکا بود. وی بین سال‌های ۱۹۴۷ تا ۱۹۹۷ میلادی فعالیت می‌کرد.
او یکی از پایه‌گذاران اکتورز استودیو بود.
از فیلم‌ها یا برنامه‌های تلویزیونی که وی در آن نقش داشته است می‌توان به دروغگو دروغگو، در خواب فرو رفته، گربه‌های جهنمی نیروی دریایی و مرگ یک فروشنده اشاره کرد.